# Mickaël Facchinetti
Mickaël Facchinetti (Neuchâtel, 15 febbraio 1991) è un calciatore svizzero con passaporto italiano, difensore del Neuchâtel Xamax.

## Carriera

### Club
Nella stagione 2012-2013 ha giocato 29 partite nella massima serie svizzera con il Losanna.

### Nazionale
Gioca la sua prima partita con la Svizzera Under-20 a Heidenheim il 7 ottobre 2010 in occasione della partita contro la Germania Under-20 persa per 2 a 0. Segna la sua prima rete a Montreux contro l'Italia Under-20 il 31 agosto 2011, in una partita conclusasi con la vittoria elvetica per 3-2. Il 29 febbraio 2012 fa il suo esordio con la Nazionale Under-21 giocando da titolare contro i pari età dell'Austria.

## Palmarès

### Competizioni nazionali
- Coppa Svizzera: 1

Lugano: 2021-2022